# Ipil
Ipil è una municipalità di prima classe delle Filippine, capoluogo della Provincia di Zamboanga Sibugay, nella regione della Penisola di Zamboanga.
Ipil è formata da 28 baranggay:
- Bacalan
- Bangkerohan
- Bulu-an
- Caparan
- Domandan
- Don Andres
- Doña Josefa
- Guituan
- Ipil Heights
- Labi
- Logan
- Lower Ipil Heights
- Lower Taway
- Lumbia

- Maasin
- Magdaup
- Makilas
- Pangi
- Poblacion
- Sanito
- Suclema
- Taway
- Tenan
- Tiayon
- Timalang
- Tomitom
- Upper Pangi
- Veteran's Village (Ruiz)